# Sverre Hansen (lekkoatleta)
Sverre Hilmar Hansen (ur. 12 listopada 1899 w Oslo, zm. 25 lutego 1991 tamże) – norweski lekkoatleta specjalizujący się w skoku w dal oraz w skoku wzwyż, uczestnik letnich igrzysk olimpijskich w Paryżu (1924), brązowy medalista olimpijski z w skoku w dal.

## Sukcesy sportowe
- sześciokrotny medalista mistrzostw Norwegii w skoku w dal: czterokrotnie złoty (1921, 1922, 1923, 1924) oraz dwukrotnie brązowy (1920, 1925)[1]
- pięciokrotny medalista mistrzostw Norwegii w skoku wzwyż: czterokrotnie złoty (1922, 1923, 1924, 1925) oraz srebrny (1921)[2]

| Rok  | Miasto | Zawody               | Konkurencja | Wynik         |
| ---- | ------ | -------------------- | ----------- | ------------- |
| 1924 | Paryż  | Igrzyska olimpijskie | skok w dal  | brązowy medal |

## Rekordy życiowe
- skok wzwyż – 1,85 – Stavanger 19/08/1923[3]
- skok w dal – 7,28 – Oslo 16/08/1924